# Allantois
De allantois is een van de vier vruchtvliezen, extra-embryonale membranen (zie ook amnion, chorion en dooierzak), dat op of vanaf de 16e dag na de bevruchting gevormd wordt door het embryo in de baarmoeder. Deze extra-embryonale membranen hebben Amniota geholpen bij de overgang van aquatische naar terrestrische omgevingen. Vissen en amfibieën zijn ook amnioten, maar missen de allantois. Bij zoogdieren staan de extra-embryonale membranen bekend als de foetale membranen.
Het is een uitstulping van de einddarm aan de ventrale zijde bij embryo's van zoogdieren, vogels en reptielen en doet tijdens de dracht/zwangerschap dienst als opvangreservoir van foetale urine maar zal later samen met het chorion het allantochorion vormen dat de gasuitwisseling verzekert.

## Functie

### Bij zoogdieren
Bij zoogdieren, met uitzondering van eierleggende cloacadieren, is de allantois een van de vier foetale membranen en maakt deel uit van en vormt een as voor de ontwikkeling van de navelstreng.
Hoewel de functie van de allantois hetzelfde blijft, bestaat er een verschil in de kenmerken van de allantois tussen zoogdiersoorten. Structurele variaties van de allantois omvatten verschillen in grootte en vorm.
Bij zoogdieren varieert het tijdstip van vorming van de allantois tijdens de vroege ontwikkeling. Bij mensen verschijnt de allantois tijdens de presomitische stadia van de gastrulatie. De muis-allantois verschijnt ook vóór het eerste somietenpaar; het treedt echter kort na de gastrulatie op. Bij zowel varkens als konijnen ontstaat de allantois in de vroege somietstadia.
De menselijke allantois is een caudale uitstulping van de dooierzak, die wordt omgeven door de mesodermale verbindingssteel die bekend staat als de hechtsteel. De hechtsteel wordt naarmate de bloedvaten zich ontwikkelen samen met de dooierzak en de allantois de navelstreng. De allantois ontstaat uit de hypoblast op de 16e dag na de bevruchting en bestaat normaal gesproken slechts tijdelijk. De allantois is extern aaneengesloten met het proctodeum en intern aaneengesloten met de cloaca. De embryonale allantois wordt de foetale urachus, die de foetale blaas (ontwikkeld uit cloaca) verbindt met de dooierzak. De urachus verwijdert stikstofhoudend afval uit de foetale blaas. Na de geboorte is van de urachus alleen de mediane urachusstreng over, die in de holte tussen het peritonaeum parietale (buikvlies) en het peritonaeum viscerale (vlies om de ingewanden) ligt.

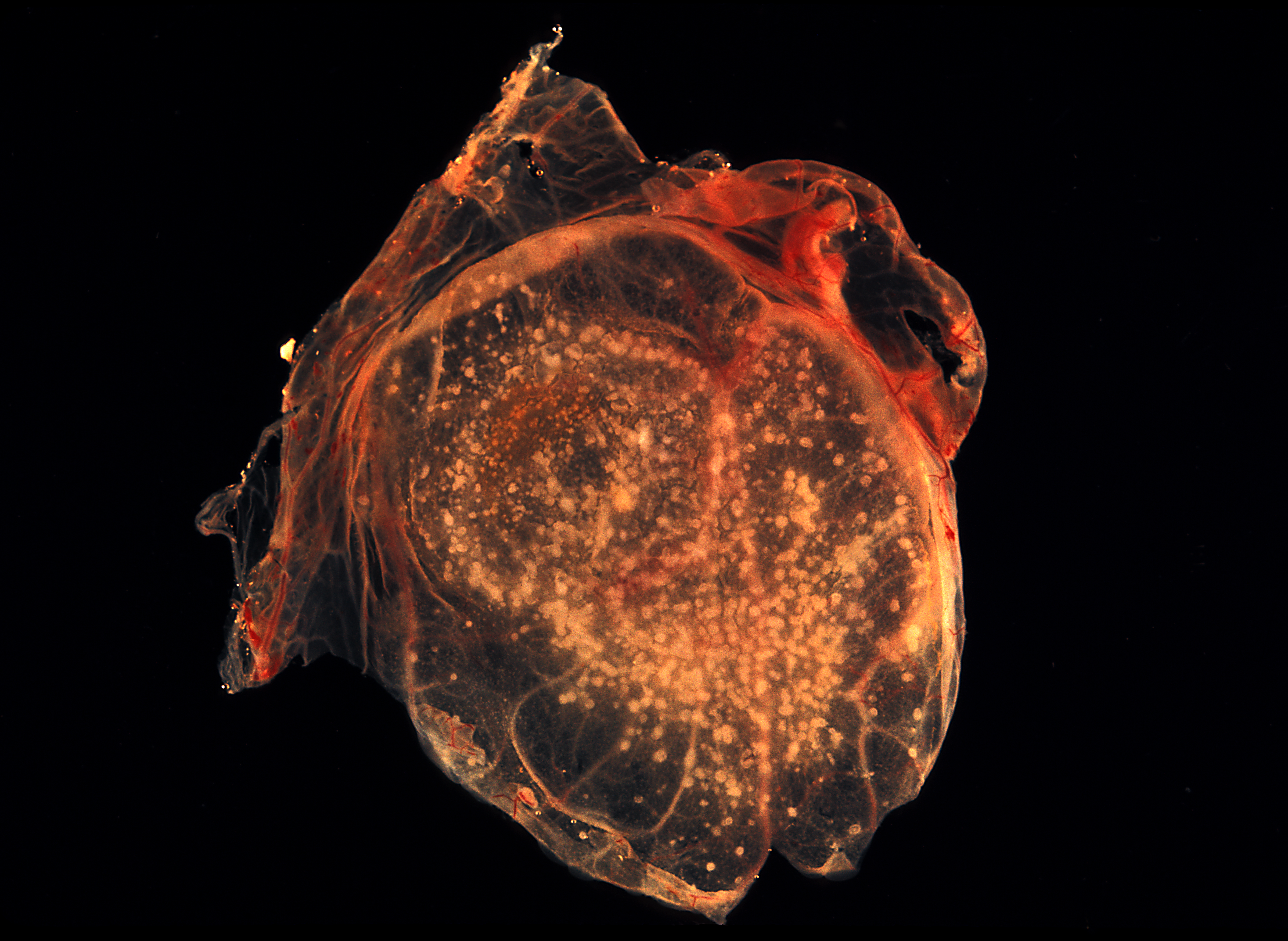
Het chorioallantoïsche membraan van een kuikenembryo bedekt met pokken

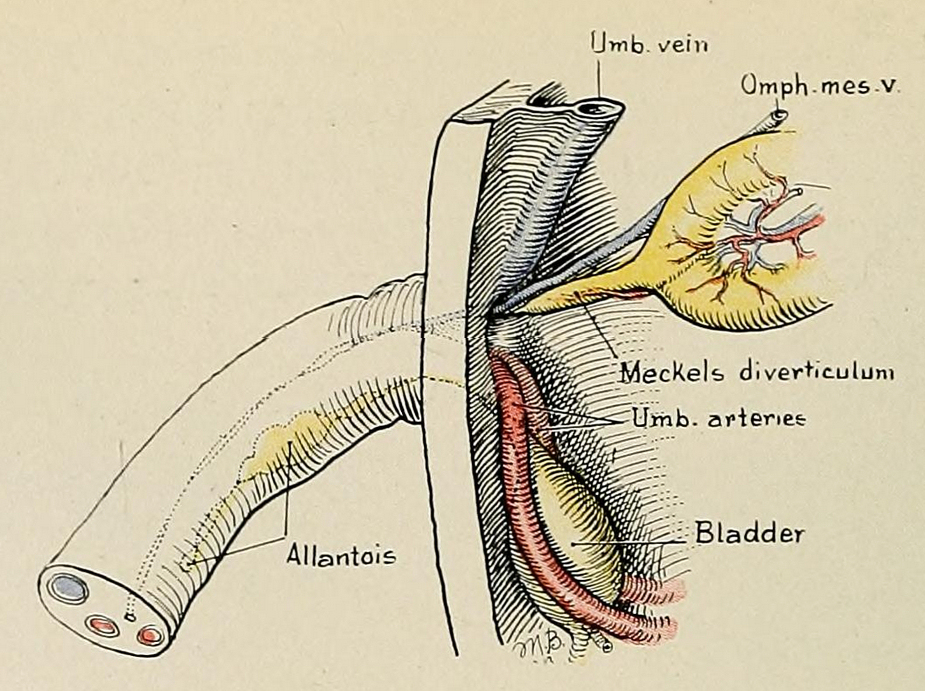
Het divertikel van Meckel op een deel van de dunne darm.

De muis-allantois bestaat uit mesodermaal weefsel, dat vasculogenese (bloedvatvorming) ondergaat om de volwassen navelstrengslagader en ader te vormen.

### Bij buideldieren
Bij de meeste buideldieren heeft de allantois geen vaten en dus ook geen bloedvaten, maar dient het nog steeds voor het opslaan van stikstofhoudend afval (NH3). Ook versmelten bij de meeste buideldieren de allantois niet met het chorion. Een uitzondering is de allantois van de bandicoots, die een vaatstelsel hebben en een versmelting met het chorion. Koala's en wombats hebben ook een fusie van het allantois met het chorion.

### Bij reptielen en vogels
Een allantoisstructuur ontwikkelde zich voor het eerst bij reptielen en vogels als reservoir voor stikstofhoudend afval, en ook als middel voor de zuurstofvoorziening van het embryo. Zuurstof wordt door de allantois opgenomen via de eierschaal.
Bij de meeste reptielen en vogels bestaat de allantois uit extra-embryonaal endoderm ingesloten in het mesoderermweefsel. Een chorio-allantois membraan (CAM) wordt later gevormd uit het chorion en de allantois. Bij sommige reptielsoorten, bijvoorbeeld bij de levendbarende zeeslangen, vervult de allantois de functie van een placenta (allantoïde placenta).
Bij de gedomesticeerde kip is de allantois na vijf dagen incubatie al ongeveer zo groot als het embryo en heeft het het amnion al doorboord. Vervolgens groeit het in het ei richting de luchtkamer en maakt er een verbinding mee. Hierdoor vindt de gasuitwisseling tussen het embryo en de omgeving van het ei voor een belangrijk deel plaats via de allantois. De groei gaat door en de allantois raakt bijna het hele oppervlak van het ei kort voordat het kuiken uitkomt. In dit stadium helpt de allantois ook het calcium uit de schaal af te breken dat nodig is voor botvorming. Dit proces wordt geholpen door de uitgeademde koolstofdioxide en het vocht in de schaal. Tijdens het uitkomen wordt de allantois vernietigd en de resterende inhoud bevochtigt het kuiken samen met het resterende vocht uit de amnion (vruchtwater).

## Klinische betekenis
Tijdens de derde week van de embryonale ontwikkeling steekt de allantois uit in het gebied van de sinus urogenitalis. Tijdens de ontwikkeling van de foetus wordt de allantois de urachus, een kanaal tussen de blaas en de dooierzak. Als dit kanaal niet volledig sluit, waarbij de beide uiteinden gesloten zijn maar het centrale lumen open blijft, ontstaat er een urachuscyste.  
Omdat de allantois ex vivo kan worden gekweekt, is het bruikbaar als modelsysteem voor het bestuderen van de vorming van bloedvaten en is het ook goed bruikbaar bij het screenen van geneesmiddelen.

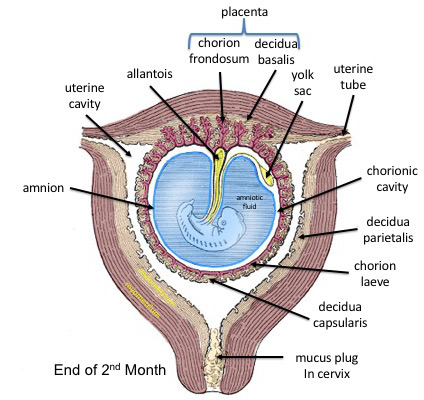
Derde en vierde maand van de zwangerschap (vanaf de menstruatie gerekend)
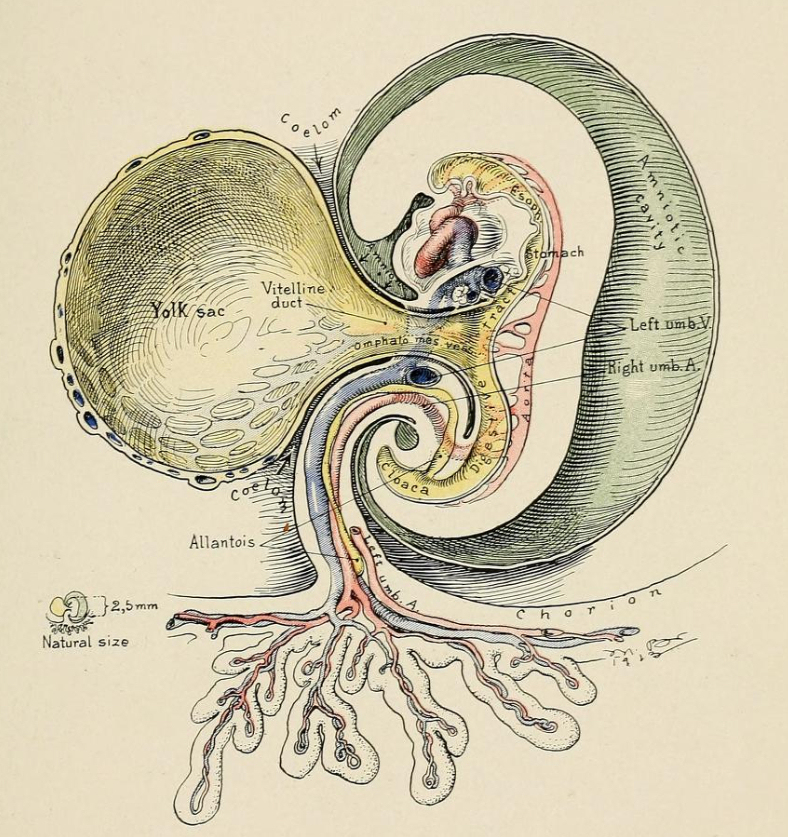
Allantois bij een 2,5 mm groot menselijk embyo
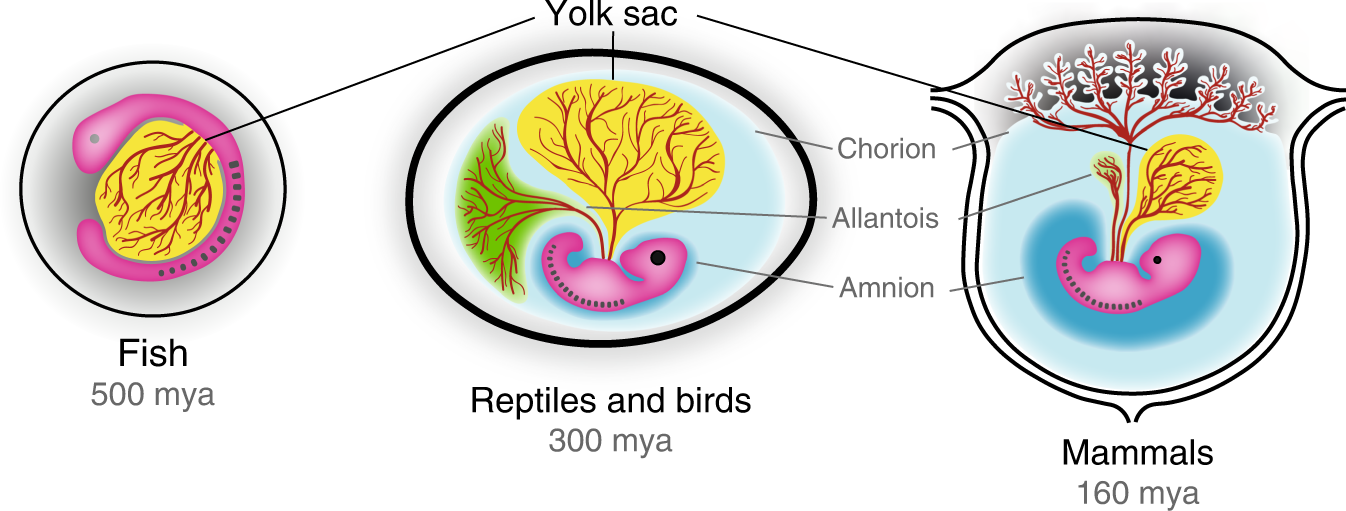
Allantois ontstaan tijdens de evolutie
De vroege vorming van de allantois en differentiatie van de hechtsteel. 1 vruchtzak of amnionholte, 2 hechtsteel, 3 allantois, 4 dooierzak, 5 chorion (het chorion omgeeft de chorionholte).
De vroege vorming van de allantois. 1 Hart, 2 Vruchtzak, 3 Foetale pool, 4 Hechtsteel, 5 Chorionvilli, 6 Allantois, 7 Dooierzak, 8 Chorion (het chorion omgeeft de chorionholte).
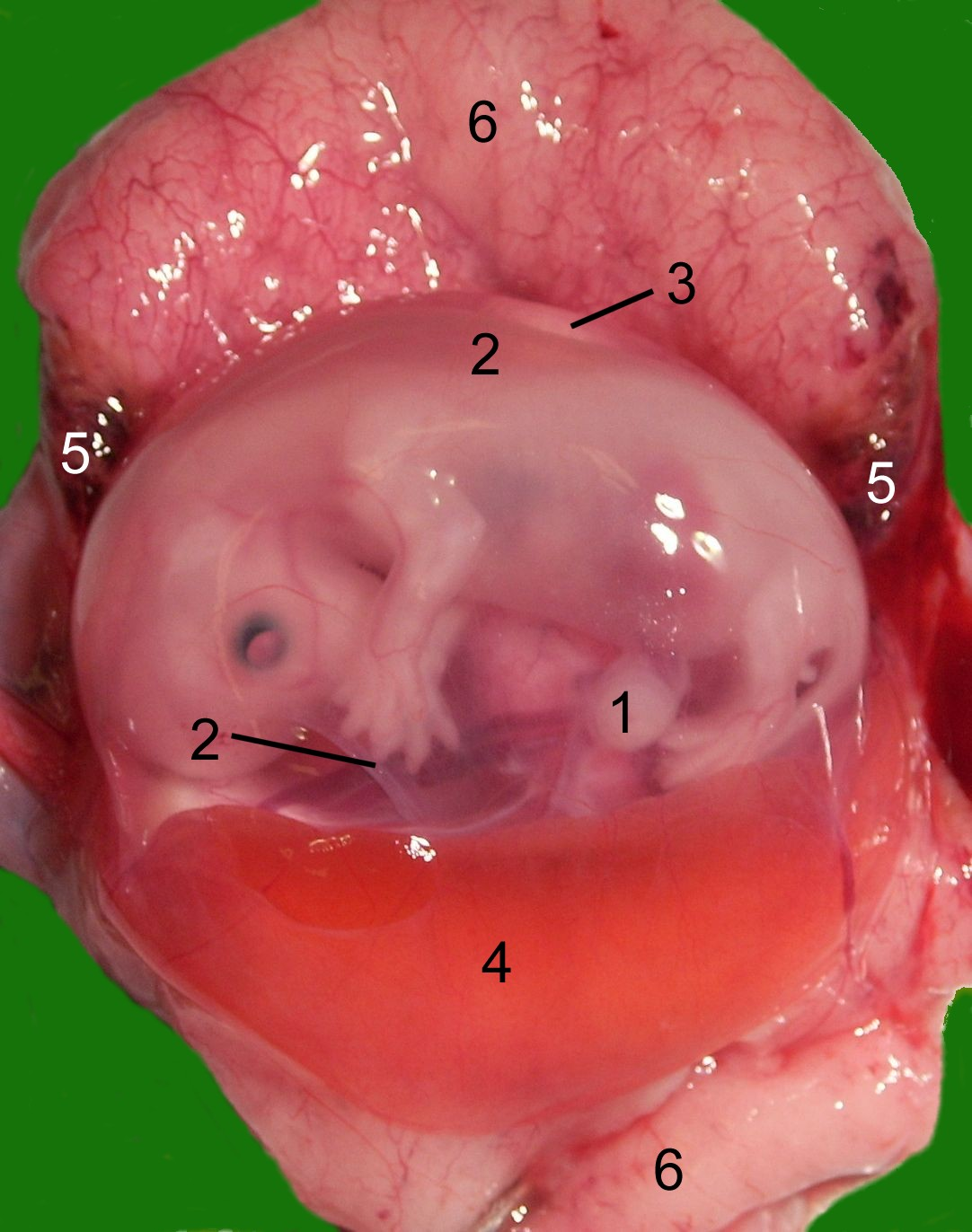
Geopende baarmoeder van een kat met een foetus halverwege de zwangerschap. 1. navel, 2. amnion, 3. allantois, 4. dooierzak, 5. hematoom, 6. het moederdeel van placenta.
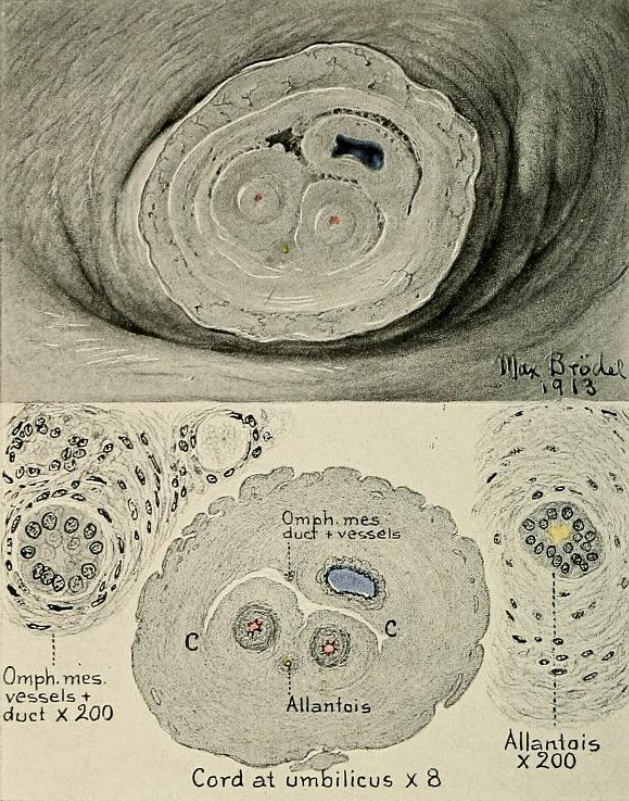
Allantois bij een 12 cm lang embryo
Kippenei op de negende dag na de bevruchting
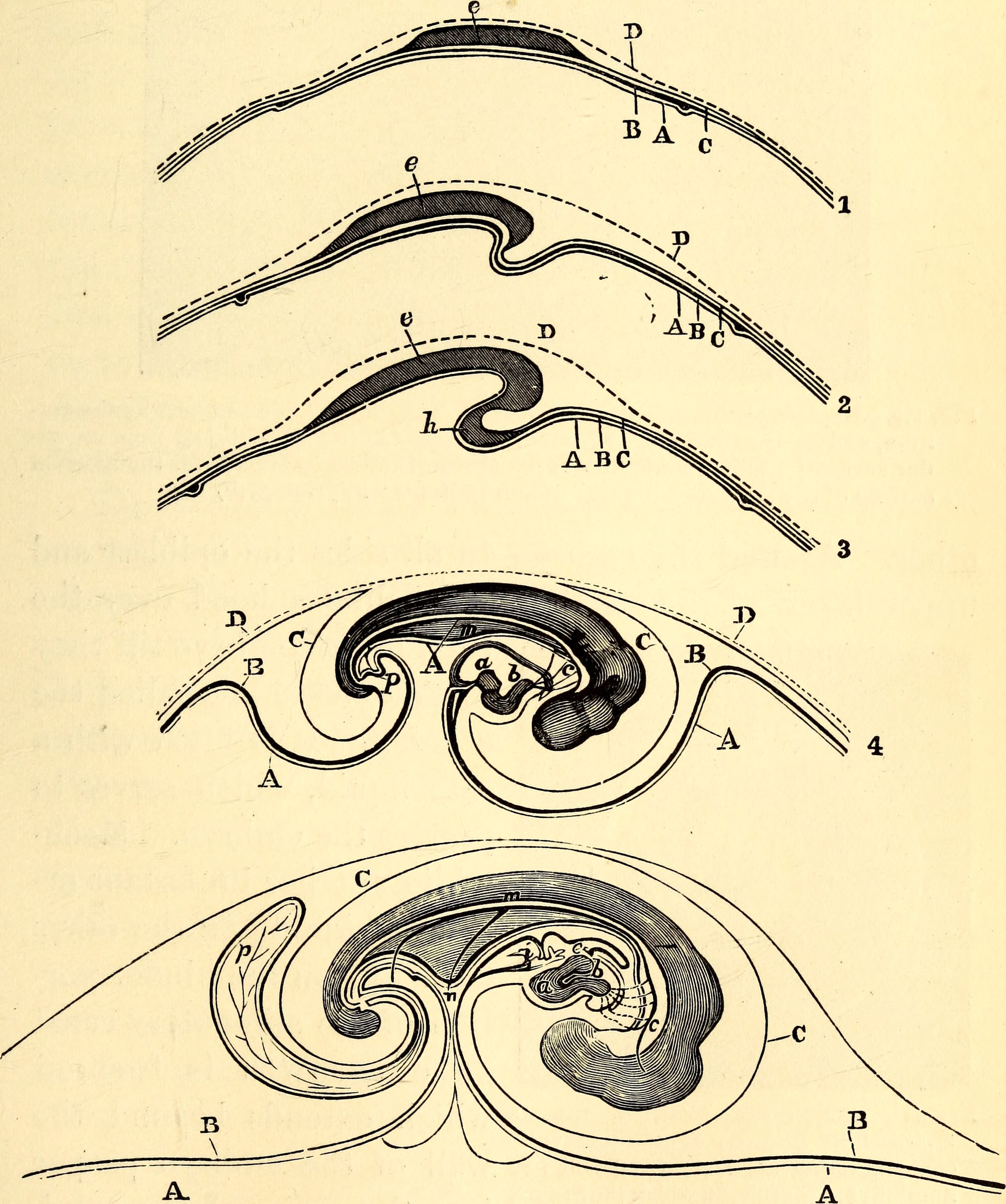
Ontwikkeling van de allantois bij vogels tijdens de eerste vijf dagen na de bevruchting. p=allantois.
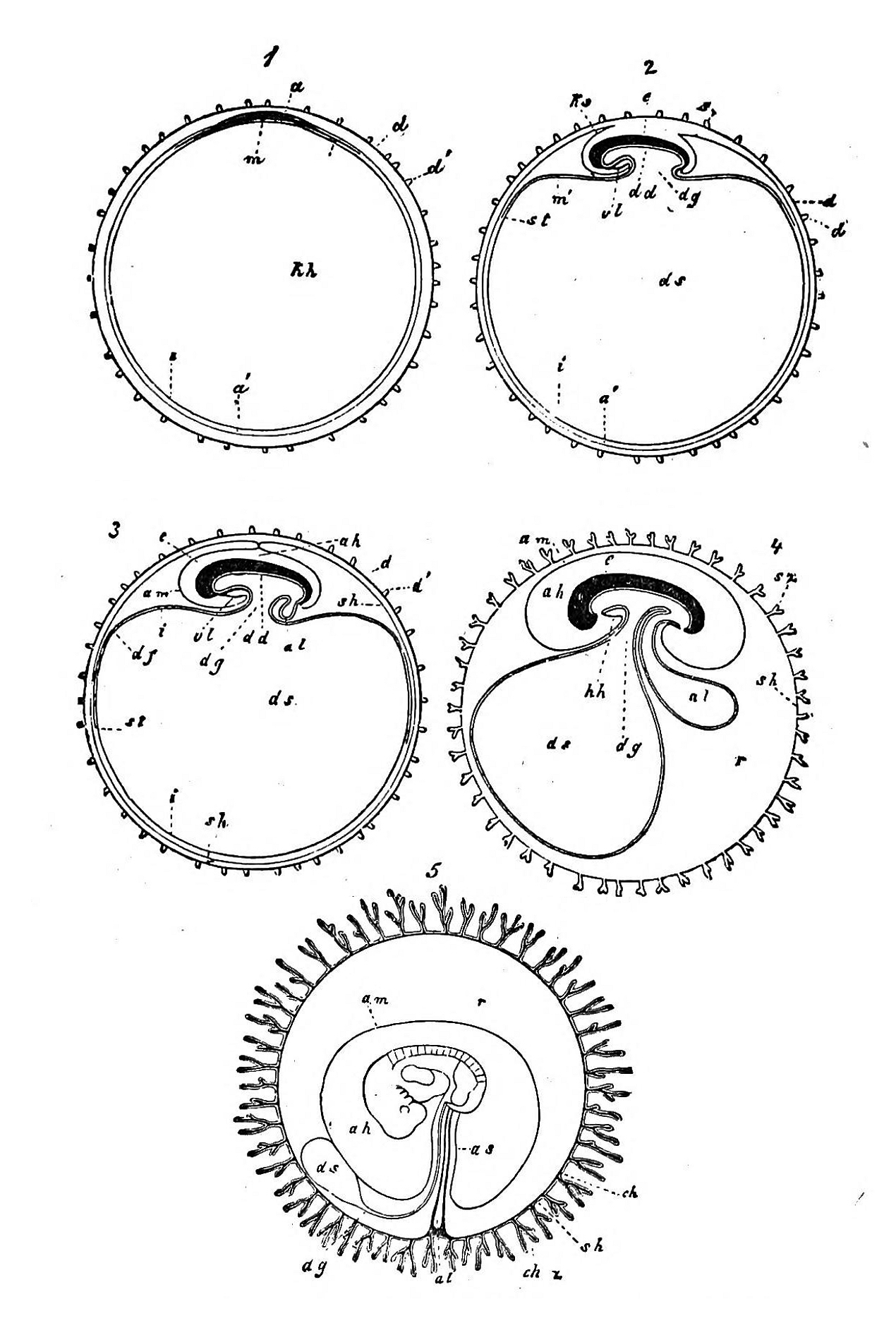
Ontwikkeling allantois (al) bij zoogdieren